# Henric de la Cour
Paul Henric Dornonville de la Cour, född 8 oktober 1974 i Eskilstuna Klosters församling i Södermanlands län, är en  svensk kompositör, musiker och sångare. 

## Biografi
Henric de la Cour har varit sångare i grupperna Yvonne och Strip Music. Hösten 2011 gav han ut sitt första soloalbum som Dagens Nyheter gav 4 av 5 i betyg och beskrev som "en episk kärleksförklaring till mörkret fylld av regn, rost och romantik som andas i takt med maskinernas pulserande beats". Henric de la Cour har spelat in videor till sololåtarna "Dogs", "Dracula", "My machine" och "Grenade". Som soloartist har han samarbetat med artister som Andreas Tilliander och Agent Side Grinder.
2013 släpptes en dokumentärfilm av Jacob Frössén som följer de la Cour och skildrar livet som artist men visar också hur artistens liv med den ärftliga sjukdomen cystisk fibros ter sig.
Henric de la Cour tillhör den franskbördiga danska släkten la Cours svenska gren. Han är son till Paul de la Cour, sonson till Hroar de la Cour och syssling till Michaela de la Cour. Han är gift med musikern Tess de la Cour (tidigare Törnqvist).

## Diskografi
- 2011 – Henric de la Cour
- 2013 – Mandrills
- 2018 – Gimme daggers
- 2025 – My bones, your ashes

### Fotnoter
1. ↑  Sveriges befolkning 1980, CD-ROM, Version 1.02, Sveriges Släktforskarförbund (2004).
2. ↑  ”Henric de la Cour: ”Henric de la Cour””. Dagens Nyheter. 20 oktober 2011. ISSN 1101-2447. https://www.dn.se/kultur-noje/skivrecensioner/henric-de-la-cour-henric-de-la-cour/. Läst 15 juni 2023.
3. ↑  https://www.svt.se/kultur/jag-kanner-sjukdomen-i-varje-andetag
4. ↑  Sveriges befolkning 1990, CD-ROM, Version 1.00, Riksarkivet (2011).
5. ↑  https://www.vetlandaposten.se/2023-07-23/rockartisten-tess-fran-vetlanda-svart-att-ta-plats-pa-mansdominerad-scen/